# Silvia Berardo
Silvia Berardo (Portogruaro, 3 giugno 1985) è una calciatrice italiana, centrocampista del Portogruaro.

## Carriera

### Club
Nata ad Portogruaro e cresciuta con la famiglia nella vicina frazione Portovecchio, Berardo si avvicina al calcio fin da giovanissima iniziando a giocare fin dall'età di 8 anni con la maglia del San Nicolò, unica bambina nella squadra pulcini, condividendo la passione con il cugino Matteo e ricoprendo il ruolo di difensore. In seguito si trasferisce alla sua prima squadra interamente femminile. le Royal Eagles Portogruaro, nata su iniziativa del tecnico Bruno Fiorin e di un gruppo di appassionati locali, per poi passare al Tenelo Club Rivignano del presidente Franco Comuzzi, con cui ha giocato i campionati di Serie C, Serie B, a fianco, tra le altre, della futura nazionale Alessia Tuttino, e infine, dal campionato 2003-2004 in Serie A2, l'allora secondo livello della struttura calcistica femminile in Italia.
Passata in seguito al Chiasiellis rimane legata alla società fino alla retrocessione e successiva decisione di non iscriversi al campionato, indossando nell'ultimo periodo anche la fascia di capitano. Tra la stagione 2007-2008 e l'ultima della società friulana, la 2013-2014, Berardo matura 127 presenze in campionato siglando 3 reti.
Dopo l'inaspettata dichiarazione da parte della dirigenza, Berardo viene di conseguenza svincolata trovando durante la sessione estiva di calciomercato un accordo con il Graphistudio Pordenone per la stagione 2014-2015. A stagione inoltrata subisce un grave infortunio che le causa la causa rottura di legamento crociato e menisco, e che a causa della necessaria operazione e del lungo periodo riabilitativo la tiene lontana dai campi di gioco, valutando inoltre l'opportunità di chiudere l'attività agonistica.
Decide tuttavia di sposare l'avventura della squadra femminile della società della sua città, il Portogruaro Calcio, venendo inserita nella rosa della stagione 2018-2019 delle Granata che affrontano il campionato di Serie C, ridenominato poi, prima del suo inizio Eccellenza.